# Wskaźnik wpływu człowieka
Wskaźnik wpływu człowieka jest miarą bezpośredniego ludzkiego wpływu na ziemskie ekosystemy opartą na najlepszych dostępnych zestawach danych uwzględniających zasiedlenie przez człowieka (gęstość populacji, zabudowane obszary), dostępność (drogi, koleje, żeglowne rzeki, linia brzegowa), przekształcenie krajobrazu (użytkowanie ziemi, zakrycie ziemi) i infrastruktura energii elektrycznej (oświetlenie nocne). Wartości HII rozciągają się od 0 do 64. Zerowa wartość oznacza brak ludzkiego wpływu a 64 przedstawia największy możliwy wpływ ze strony człowieka uwzględniający wszystkie 8 miar ludzkiej obecności. 